# Dichocoenia stokesii
Dichocoenia stokesii là một loài san hô trong họ Meandrinidae. Loài này được Milne Edwards & Haime mô tả khoa học năm 1848.